# Bloedwraak

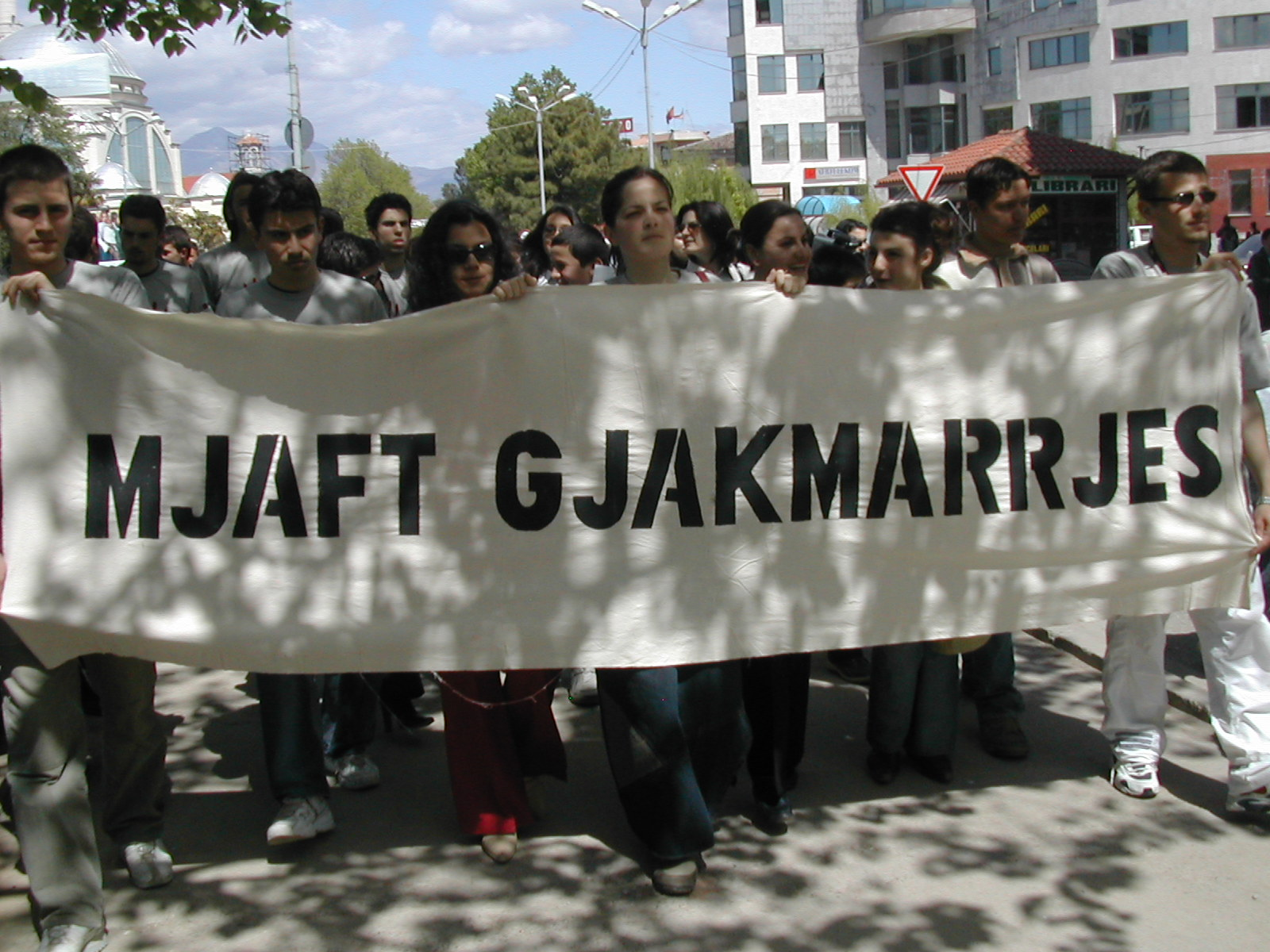
Protest tegen bloedwraak door de Albanese jeugdbeweging MJAFT!. Op het spandoek staat "genoeg (met de) bloedwraak".

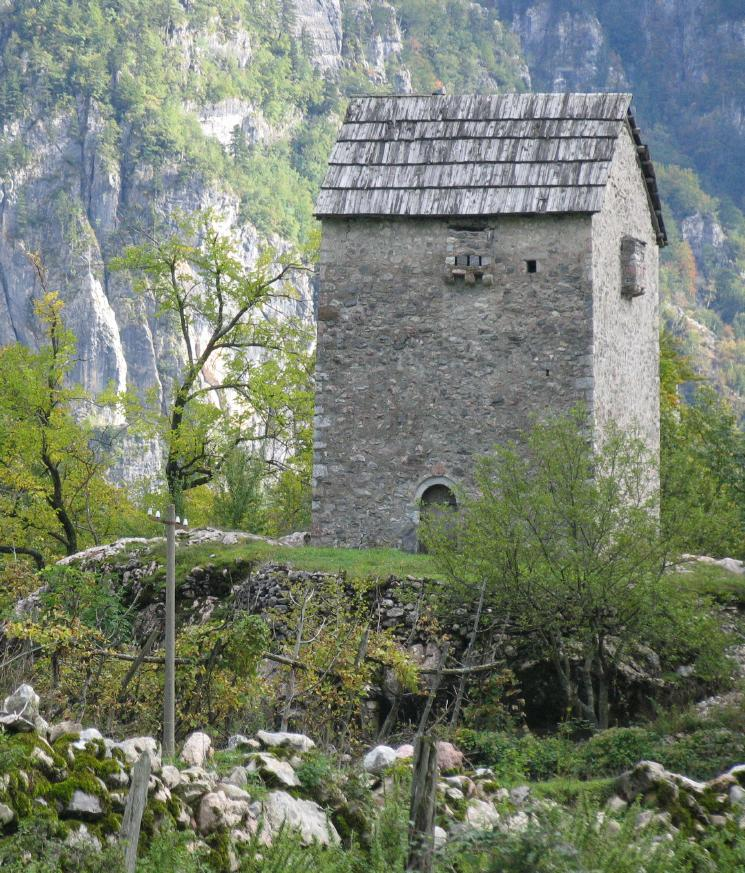
Een kulla (versterkte toren) in het Noord-Albanese dorp Theth in de Albanese Alpen; een toren waar met bloedwraak bedreigde mannen zich vroeger ter bescherming konden insluiten

Bloedwraak, soms met het Italiaanse woord vendetta aangeduid, is een vorm van eigenrichting (meer specifiek: stammenrechtspraak) waarin de familie of stam van een dode het recht heeft die te wreken op de schuldige, ook als de dood het gevolg was van een ongeval. Als de dode niet wordt gewroken, verliest de getroffen familie of stam haar maatschappelijke eer. Bloedwraak moet niet verward worden met eerwraak.
Het doel van bloedwraak is het herstellen van het machtsevenwicht tussen de stammen en daarmee het herstellen van de maatschappelijke eer. Na de tweede dode, dus bij een gelijke stand, is de bloedwraak in principe afgedaan. Als de tweede dode door zijn positie meer 'waard' was, of de getroffen familie de tweede dode 'onterecht' vindt, kan een bloedvete ontstaan.

## Geschiedenis en godsdienst
Bloedwraak is een eeuwenoud cultureel fenomeen. In Genesis 4:23  is al sprake van bloedwraak en in Numeri 35:16-30 wordt de bloedwraak wettelijk geregeld. Er wordt daarbij niet bepaald, wie verantwoordelijk is voor het doden van een moordenaar.
Binnen een stam, en zeker binnen een familie, komt bloedwraak relatief zelden voor; men deelt immers dezelfde maatschappelijke eer en door onderlinge conflicten kan men die verliezen zonder dat er een schuldige van buiten de familie kan worden aangewezen.
Vanaf de verhalen over de Zondvloed wordt het vonnissen van moordenaars in de Bijbel bij officiële en onafhankelijke instanties neergelegd: hiermee werd de doodstraf gelegitimeerd, maar de bloedwraak veroordeeld.
Ook in de Koran wordt het recht op vergelding (qisaas) met zoveel woorden erkend, maar de gelovigen wordt dringend geadviseerd genoegen te nemen met een afkoopsom of 'bloedgeld' (diya) (Koran 2:178, zie hieronder).
Bloedwraak werd in Europa toegepast door de Germanen. Met de komst van een overheid die zorg draagt voor het bestraffen van misdadigers zou bloedwraak als gerechtvaardigde reden voor moord uit vrijwel heel Europa verdwijnen. Alleen op Corsica, Sicilië en Albanië en onder Serven/Montenegrijnen verspreid over de Balkanlanden komt in Europa bloedwraak nog voor. 
In Albanië komt bloedwraak met name in het noorden voor (zie bijvoorbeeld Een breuk in april van Ismaïl Kadaré). Koning Zog had zoveel vijanden gemaakt dat hij constant voor zijn leven moest vrezen. Autoriteiten weigeren zich niet alleen met dergelijke situaties te bemoeien, maar zien dit ook als normaal. Een in 1995 wegens bloedwraak opgepakte man werd 'slechts' veroordeeld voor illegaal wapenbezit, maar niet voor de moord zelf.

## Bloedwraak in de late middeleeuwen
Bloedwraak was de enige vorm van wraakneming die in laat-middeleeuws Holland en Zeeland  een legale rechtsgrond bezat. Het was de wraakneming na een doodslag of een moord op een verwant. Mannelijke familieleden van de overledenen kwamen in het geweer om met bloedwraak een moord of doodslag te vergelden.
Uit de talloze bloedwraakacties in laat-middeleeuws Holland en Zeeland kan worden geconcludeerd dat de private vergelding in een behoefte voorzag. Het verantwoordelijkheidsgevoel en de solidariteit van verwanten moet groot zijn geweest, omdat bloedwraak slechts overleeft in een samenleving waar een hechte verbondenheid bestaat tussen de familieleden.
Bloedwraak was tot ca. 1500 in de graafschappen Holland en Zeeland toegestaan, maar de vorst had ongebreidelde wraakneming ingeperkt. Er mocht geen wraak worden genomen op onschuldige verwanten, maar alleen op een dader. 
Verwanten van een slachtoffer zagen dit vaak anders en vergolden hun verwant met om het even welk mannelijk lid van de familie van de dader. Het grote risico van bestraffing door de graaf werd op de koop toe genomen.
Tot aan het begin van de zestiende eeuw erkenden de lokale en regionale overheden in Holland en Zeeland nadrukkelijk het archaïsche recht op wraakneming na doodslag. Ook werd tot aan het begin van die eeuw zowel in de praktijk als in de lokale en regionale rechtspraak vastgehouden aan versteende bloedwraakrituelen, zoals de plaatsing van penningen en een wapen op het lijk van de persoon op wie een doodslag was vergolden.
In laat-middeleeuws Holland, Zeeland en Vlaanderen was de gewelddadige dood van een familielid gewroken indien het slachtoffer op zijn rug was gelegd en een aantal zilveren penningen en het wapen waarmee de vergeldingsactie was uitgevoerd op het lijk waren geplaatst. De wraaknemer moest zich bovendien na de daad bekendmaken.
De achterlating van het wapen op of naast het lijk is vanaf de late middeleeuwen een bekend ritueel in bloedveten in heel Europa. In laat–middeleeuws Italië was het niet ongebruikelijk dat het wapen waarmee wraak was genomen naast het slachtoffer werd geplaatst.  
Volgens de Kanun, de  vijftiende–eeuwse code die tot op heden de basis is voor de rituelen bij bloedwraak in Noord–Albanië, moest een dader na de wraakneming het slachtoffer op de rug leggen en het wapen waarmee de daad was verricht naast zijn hoofd achterlaten.
In dertiende-eeuws Friesland was het gebruikelijk, dat het lijk van de doodgeslagene werd bewaard. De Brabantse geestelijke Thomas van Cantimpré, die van een ordegenoot van dit gebruik had gehoord, schreef dat vanaf oude tijden de Friezen de vreselijke gewoonte hadden om bij manslag het lijk niet te begraven, maar in huis in zijn geheel in geconserveerde vorm te bewaren tot de dode was gewroken. Er scheen naast het haardvuur een plaats te zijn geweest, waar het lijk werd opgehangen. De bedoeling was waarschijnlijk om het lijk te roken en daardoor van ontbinding te vrijwaren. Het lijk was altijd in huis aanwezig en vormde volgens Thomas van Cantimpré zo een permanente oproep van de dode om wraak te nemen. 
In Holland en Duitsland was het in de late middeleeuwen gebruik het lijk of een afgehakte hand van een slachtoffer na een gewelddadige dood te bewaren, totdat verwanten het slachtoffer hadden gewroken. De afgehakte hand werd nadien in het graf bijgezet. In het graafschap Holland is dit gebruik aan het begin van de zestiende eeuw afgeschaft.
In Duitsland (onder meer Westfalen) werden in de achttiende eeuw in kerkmuren en op kerkhoven scherp afgehakte, op mummieachtige wijze ingedroogde rechterhanden gevonden, die ongetwijfeld late restanten van dit middeleeuwse gebruik moeten zijn geweest.
Het voortbestaan van bloedwraak in laat-middeleeuws Holland en Zeeland berustte op drie pijlers: een sterke familieband, een zwakke macht van de centrale autoriteiten en het verstard vasthouden door bestuurders in de Hollandse en Zeeuwse steden en baljuwschappen aan oude rechten en autonomie.
Het gezag van de Bourgondisch–Habsburgse vorsten leidde tot unificering van de rechtspraak en uitbanning van het gelimiteerde recht op bloedwraak. De centrale overheid had in de zestiende eeuw voldoende machtsmiddelen verkregen om de rechtsvordering zelf ter hand te nemen. Vanaf het begin van de zestiende eeuw accepteerden de centrale autoriteiten niet langer het oude gelimiteerde recht van bloedwraak in Holland en Zeeland.

## Bloedvete
Een bloedwraakmoord, dat wil zeggen een tweede dode, kan leiden tot een nieuwe (derde) dode, die weer gewroken moet worden. Dit wordt ook wel een vendetta, een bloedvete, een wraakneming zonder einde, genoemd.
De kans een vendetta te beëindigen is het grootst wanneer er aan beide zijden evenveel slachtoffers zijn gevallen. Maar de telling is niet zo simpel omdat ook de status van de slachtoffers van belang is. Zo geldt een ouder slachtoffer als 'waardevoller' dan een jonge vrijgezel.
Hoewel bloedwraak in principe een kwestie tussen families of stammen is, komt het fenomeen ook voor tussen criminele benden. De liquidatiegolf in de Amsterdamse onderwereld, die sinds 2000 al tientallen slachtoffers heeft geëist, kan gezien worden als een vorm van vendetta. Overigens is bekend dat criminele benden, met name die Amerikaanse maffia, vaak als familie-organisaties zijn begonnen en wordt de onderlinge band en loyaliteit tussen de leden gezien als die tussen familieleden.
Op Corsica kostte het verschijnsel vendetta tussen 1359 en 1729 naar schatting meer dan 30.000 levens. Vooral tijdens de Genuese overheersing (16e tot en met de 18e eeuw) vonden er veel bloedwraakmoorden op Corsica plaats, doordat de autoriteiten zich weigerden te bemoeien met binnenlandse conflicten. Pas in 1920 werd bloedwraak op Corsica bij wet verboden.
In de Montenegrijnse samenleving was het vetevoeren tot in het midden van de negentiende eeuw nog zeer gangbaar. Uit reisverslagen kan men niet anders concluderen dan dat de bewoners van Montenegro vanuit het struikgewas voortdurend elkaar beslopen en neerschoten. In Montenegro was nog in de twintigste eeuw de gewoonte in gebruik een houder met bloed van een ongewroken verwant te bewaren. Aan de zonen van de dode werd de houder regelmatig getoond om hen eraan te herinneren, dat er wraak moest worden genomen, omdat een vergelding nog niet had plaatsgevonden.
In Kosovo leidde een vete onder de Albanezen in 1972 ertoe dat ongeveer 8000 inwoners niet uit hun huizen durfden en volwassenen hun kinderen thuis hielden van school.

## Regels
Een bloedwraak- of bloedvetemoord moet voldoen aan strikte regels die per regio verschillen. Een algemene regel is dat vrouwen en kinderen (tot 12 jaar) nooit het slachtoffer mogen worden. Het doden van vrouwen is niet eervol; bij het doden gaat het immers om het herstellen van de eer en dat kan alleen volgens de gewoonterechtelijke regels. Verder mag - meestal - telkens niet meer dan een slachtoffer worden gedood. In 2003 werden in een bloedvete in Egypte meer dan 15 mannen uit één familie tegelijk gedood, juist toen ze op weg waren naar een rechtszitting over de zaak. Dergelijke moorden zijn uitwassen in een bloedvete en gelden niet als eervol.
Overigens spelen vrouwen een grote rol bij het voortzetten van een bloedvete. De bebloede kleren van een nog ongewroken slachtoffer worden door de moeder of weduwe bewaard en dikwijls getoond aan een broertje of zoon die, als hij groot genoeg is, zijn broer of vader zal moeten wreken. In veel gemeenschappen waar bloedwraak voorkomt wordt gedacht dat de ziel van de overledene geen rust zal kennen totdat hij gewroken is.

## Afkopen
Bloedwraak is soms af te kopen met geld (in het Nederlands weergeld, zoen of ook wel bloedgeld genoemd). Pas na de tweede dode, of bij een andere gelijke stand, is afkopen doorgaans mogelijk. Soms, met name wanneer de eerste dode is gevallen als gevolg van een ongeluk, kan ook deze worden afgekocht. Ook verwondingen kunnen worden afgekocht.
Nadat de familie van het slachtoffer het bloedgeld aanvaardt, is er geen reden meer voor voortzetting van de bloedvete. Volgens de islam is aanvaarden van een compensatie sterk aan te bevelen en is het voortzetten van de bloedvete na het ontvangen van een afkoopsom streng verboden (zie Koran Soera 2:178).
De compensatie moet overigens niet gezien worden als smartengeld voor het leed, maar moet zowel recht doen aan de positie van de overledene binnen de gemeenschap als aan het gezichtsverlies dat de accepterende partij oploopt door überhaupt bloedgeld te accepteren in plaats van een (tweede) dode uit de stam van de schuldige. In verband met gezichtsverlies 'mag' bloedgeld niet te vlot worden geaccepteerd. Onderhandelingen tussen de partijen zijn hierdoor vaak bijzonder moeizame processen die alleen met de hulp van goede, vaak hooggeplaatste, bemiddelaars kunnen worden bereikt. Zo vroeg een Koerdische familie in Zevenaar in 2001 bij de gemeente een subsidie van 100.000 gulden aan als genoegdoening voor de familie van haar slachtoffer. Hiermee hoopte men een vendetta, die al vijf levens had geëist, te kunnen beëindigen.
In Irak is bloedwraak een tamelijk normaal fenomeen. Het is bekend [bron?] dat het Amerikaanse, maar ook het Britse leger tijdens de oorlog in Irak (2003-2005) stammen bloedgeld aanboden voor gevallen burgerslachtoffers.